# Allan Nielsen
Allan Nielsen (* 13. März 1971 in Esbjerg) ist ein ehemaliger dänischer Fußballspieler und -trainer.

## Karriere als Spieler

### Vereine
Nachdem Nielsen bei Sædding-Guldager Idrætsforening, (s)einem Jugendverein in Esbjerg, das Fußballspielen erlernte, wechselte er 1989 zum Zweitligisten Esbjerg fB. Für den Verein kam er nicht ein einziges Mal zum Einsatz, da er unmittelbar nach dem Vereinswechsel vom Bundesligisten FC Bayern München verpflichtet wurde. In zwei Spielzeiten wurde Nielsen jedoch nur einmal eingesetzt. Am 25. Mai 1991 (31. Spieltag) beim 7:3-Sieg im Heimspiel gegen Hertha BSC wurde er in der 84. Minute für Brian Laudrup eingewechselt. Am Saisonende wurde er mit der Mannschaft Zweiter der Meisterschaft.
Zur Saison 1991/92 unterschrieb er zunächst einen Dreijahresvertrag beim Schweizer Erstligisten FC Sion, kehrte jedoch nach nur einem Monat nach Dänemark zurück. Für Odense BK bestritt er in zwei Spielzeiten 55 Erst- und Zweitligaspiele und erzielte neun Tore. Am Ende der zweiten Spielzeit, nachdem der Verein aufgestiegen war, wurde er mit seiner Mannschaft Zweiter der Meisterschaft und gewann den Vereinspokal. In der Folgesaison wechselte er zum Ligakonkurrenten FC Kopenhagen, mit dem er als Mannschaftskapitän 1995 zwei weitere Titel gewann. Nach nur einer Saison wechselte er zum Ligakonkurrenten Brøndby IF, mit dem er 1996 Dänischer Meister und er als Fußballer des Jahres ausgezeichnet wurde.
1996 wagte er den Wechsel nach England zum Erstligisten Tottenham Hotspur, für den er in vier Jahren 97 Premier-League-Spiele absolvierte. Auch mit diesem Verein gewann er einen Titel. Im Finale des League Cups 1999 gegen Leicester City wurde er als Torschütze des 1:0-Siegtreffers zum „Man of the Match“ gewählt.
Nach Unstimmigkeiten mit Tottenham-Trainer George Graham wurde er im März 2000 an den Zweitligisten Wolverhampton Wanderers verliehen. Am Ende der Saison wechselte er zum Ligakonkurrenten FC Watford, für den er in drei Jahren 100 Spiele absolvierte. Zum Abschluss seiner Fußballerkarriere spielte er 2003/04 18 Mal für Herfølge BK als Spielertrainer und erzielte drei Tore.

### Nationalmannschaft
Am 16. August 1995 debütierte Nielsen in der A-Nationalmannschaft, die in Jerewan gegen den Gastgeber Armenien mit 2:0 gewann. In diesem Länderspiel erzielte er mit dem Treffer zum Endstand in der 46. Minute sein erstes Tor. Er nahm an der Europameisterschaft 1996 und 2000 und an der Weltmeisterschaft 1998 teil. Nielsen ist 44-maliger Nationalspieler, der für sein Land sieben Tore (darunter das zwischenzeitliche 2:0 im 3. Gruppenspiel der Europameisterschaft 1996 beim 3:0-Sieg gegen die Nationalmannschaft der Türkei und das zwischenzeitliche 1:0 beim 1:1-Unentschieden im 2. Gruppenspiel gegen Südafrikas Nationalmannschaft bei der Weltmeisterschaft 1998) erzielte.

## Karriere als Trainer
2003 kehrte Nielsen nach Dänemark zurück, um für Herfølge BK zunächst als Spieler und Co-Trainer tätig zu sein. Nach einer schlechten Hinrunde wurde Cheftrainer Johnny Petersen entlassen, so dass Nielsen gemeinsam mit Michael Schjønberg die Geschicke des Vereins leitete. Sie schafften den Klassenerhalt und Nielsen beschloss, seine aktive Fußballerkarriere zu beenden, um ausschließlich als Trainer zu arbeiten.
Seit dem Jahr 2013 lebt Nielsen in Dubai, wo er als Business-Coach und Mentor tätig ist.

## Erfolge
- Englischer Ligapokal-Sieger 1999 (mit Tottenham Hotspur)
- Dänischer Meister 1996 (mit Brøndby IF)
- Dänischer Pokalsieger 1993 (mit Odense BK), 1995 (mit dem FC Kopenhagen)
- Dänischer Supercupsieger 1995 (mit dem FC Kopenhagen)
- DFB-Supercup-Sieger 1990 (mit dem FC Bayern München; ohne Einsatz)

## Auszeichnungen
- Fußballer des Jahres in Dänemark 1996

## Privates
Seit August 2011 ist Nielsen mit der Springreiterin Tina Lund verheiratet, gut ein Jahr später wurde ihr gemeinsamer Sohn geboren.